# Rikki Holtmaat
Hendrika Maria Theresia (Rikki) Holtmaat (Raalte, 14 januari 1952) is een Nederlands jurist gespecialiseerd in discriminatierecht. Holtmaat is emeritus hoogleraar aan de Universiteit Leiden.
Holtmaat behaalde in 1968 haar diploma aan de ulo en twee jaar later aan de middelbare meisjesschool, en vervolgens een diploma aan de Sociale Academie in 1975. Naast haar baan als sociaal werkster studeerde ze vervolgens in deeltijd rechten aan de Universiteit Utrecht, waar ze in 1983 cum laude afstudeerde. Na twee jaar bij de Emancipatieraad te Den Haag te hebben gewerkt werd ze in 1985 benoemd tot universitair docent vrouwenstudies en recht aan de Universiteit Leiden. Op 9 september 1992 promoveerde Holtmaat te Utrecht op het proefschrift Met zorg een recht. Een analyse van het politiek-juridische vertoog over bijstandsrecht. Promotoren waren Teun Jaspers, Jenny Goldschmidt en Selma Sevenhuijsen. Samen met Titia Loenen schreef ze het boek Inleiding vrouw en recht.
Op 1 oktober 2003 werd Holtmaat benoemd tot gewoon hoogleraar aan de Leidse rechtenfaculteit, met als leeropdracht "mensenrechten en diversiteit". Ze hield haar oratie op 1 oktober 2004. Met ingang van 1 februari 2012 ging Holtmaat met emeritaat als hoogleraar; ze werd opgevolgd door Titia Loenen.
Naast haar wetenschappelijke werk publiceerde Holtmaat ook verschillende werken aan fictie. Onder haar eigen naam schreef ze De koningin van Lombardije, De Vertellers en Het gebroken woord (alle drie uitgegeven bij Meulenhoff); onder haar pseudoniem Marie de Meister publiceerde ze De stilte van Thé en Meerzicht (uitgegeven bij Ambo-Anthos).